# أوتو فون فرايزنغ

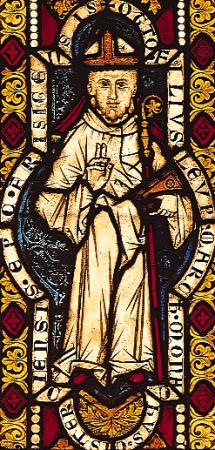
أوتو فون فرايسينج

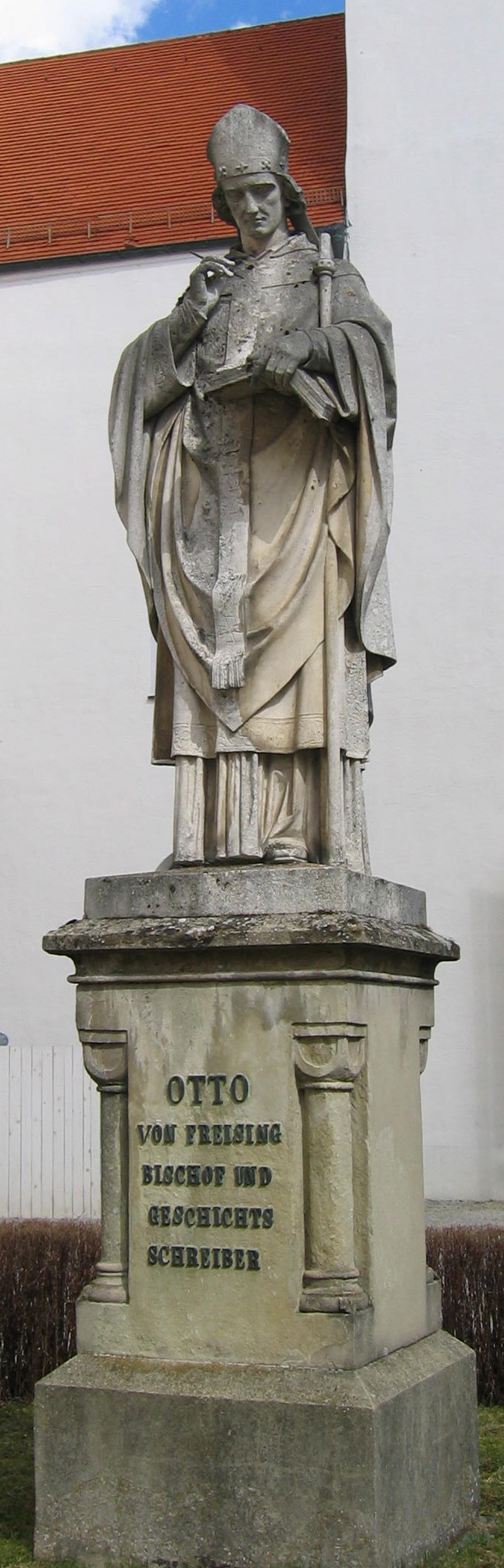
أوتو فون فرايسينج

أوتو فون فرايسينج (بالألمانية: Otto von Freising) (تقريبًا 1114 في كلوسترنويبورغ - 22 سبتمبر 1158) كان أسقفًا ألمانيًا وقصاصًا.